# موركسيد
الموركسيد هو مركب كيميائي صيغته C8H8N6O6، ويوجد على هيئة صلب قرمزي. الموريكسيد هو اسم شائع لملح الأمونيوم لمركب حمض البوربوريك (Purpuric acid).

## التحضير
يحضّر هذا المركب من معالجة مركب ألوكسان Alloxan مع الأمونيا عند درجات حرارة تصل إلى 100 °س.

## الخواص
يوجد المركب على هيئة صلب قرمزي، وهو قابل للانحلال في الماء. لمحاليله المائية لون أصفر في أوساط حمضية قوية، وذات لون أحمر قرمزي في الأوساط الحمضية الضعيفة أو المعتدلة، وذات لون قرمزي مزرق في الأوساط القاعدية.

## الاستخدامات
كان اموريسكيد يستخدم في الكيمياء التحليلية مؤشراً في معايرة تشكل المعقدات؛ وذلك لعدد من العناصر مثل الكوبالت أو النحاس، وكذلك في معايرة الكالسيوم.